# Front d'Alliberament de Tigre
El Front d'Alliberament de Tigre (Tigray Liberation Front TLF) fou una organització política i militar d'Etiòpia dirigida per Yohannes Tekle Haymanot, que demanava la independència de Tigre (Tigray) i que es va fundar el 1974 durant l'agitació que va portar a l'enderrocament de la monarquia etíop, i es va establir sobre el terreny el 1975. Els grups antigovernamentals rivals a Tigre eren la Unió Democràtica d'Etiòpia (EDU dirigida per Ras Mengesha Seyoum, comunament vist com a grup promonàrquic), el comunista maoista Front Popular d'Alliberament de Tigre (TPLF de Meles Zenawi), l'estalinista Partit Revolucionari Popular Etíop (EPRP, que s'havia retirat al mont Asimba al Tigre oriental després del Terror Roig) i el mateix TLF, progressista. Segons Aregawi el TPLF va contactar amb el TLF i també amb els altres grups per formar aliances tàctiques, però no ho va aconseguir; llavors va decidir eliminar els rivals i el primer fou el TLF que tenia dissensions internes i es va dividir en tres faccions el novembre de 1975 i després d'una investigació interna va executar els seus dos caps principals per «crims contra els seus propis companys». Donada la seva debilitat, no fou enemic per al TPLF.